# Scheibbs
Scheibbs osztrák város, Alsó-Ausztria Scheibbsi járásának székhelye. 2022 januárjában 4130 lakosa volt. 

## Elhelyezkedése

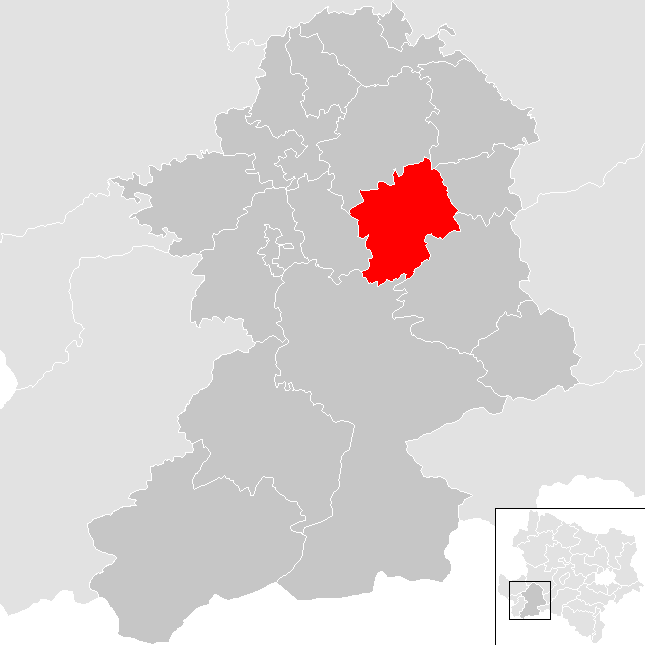
Scheibbs a Scheibbsi járásban

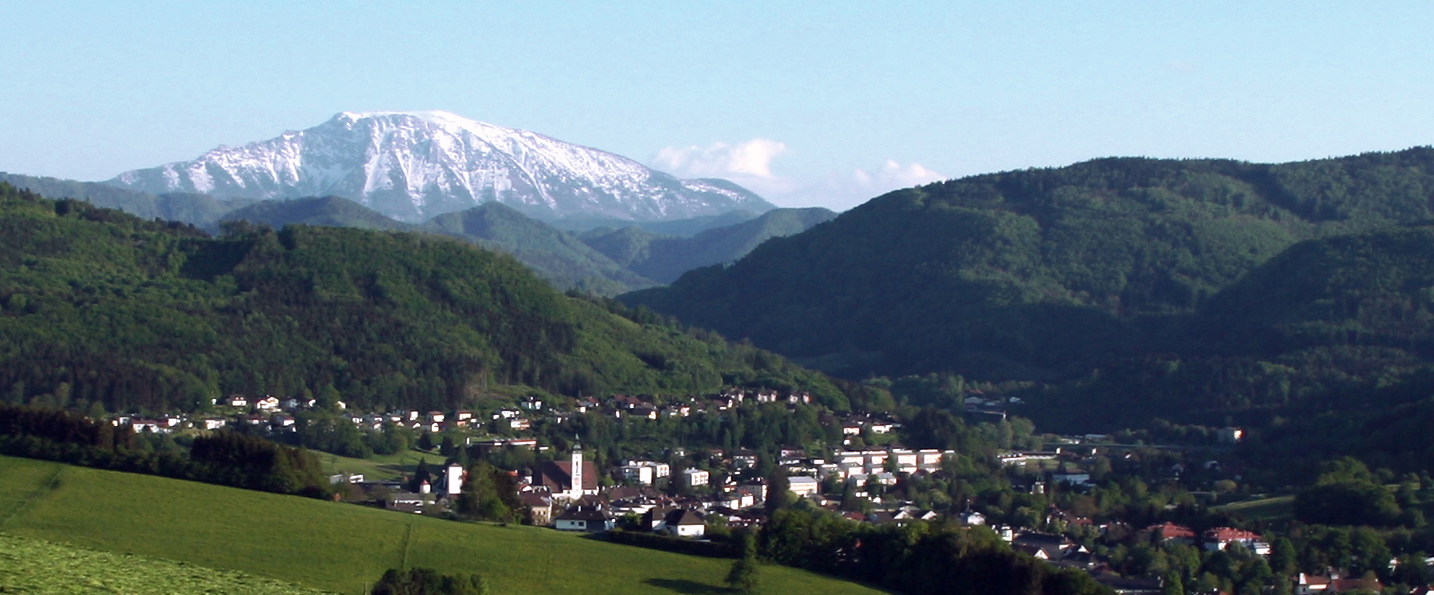
Scheibbs látképe (háttérben az Ötscher)

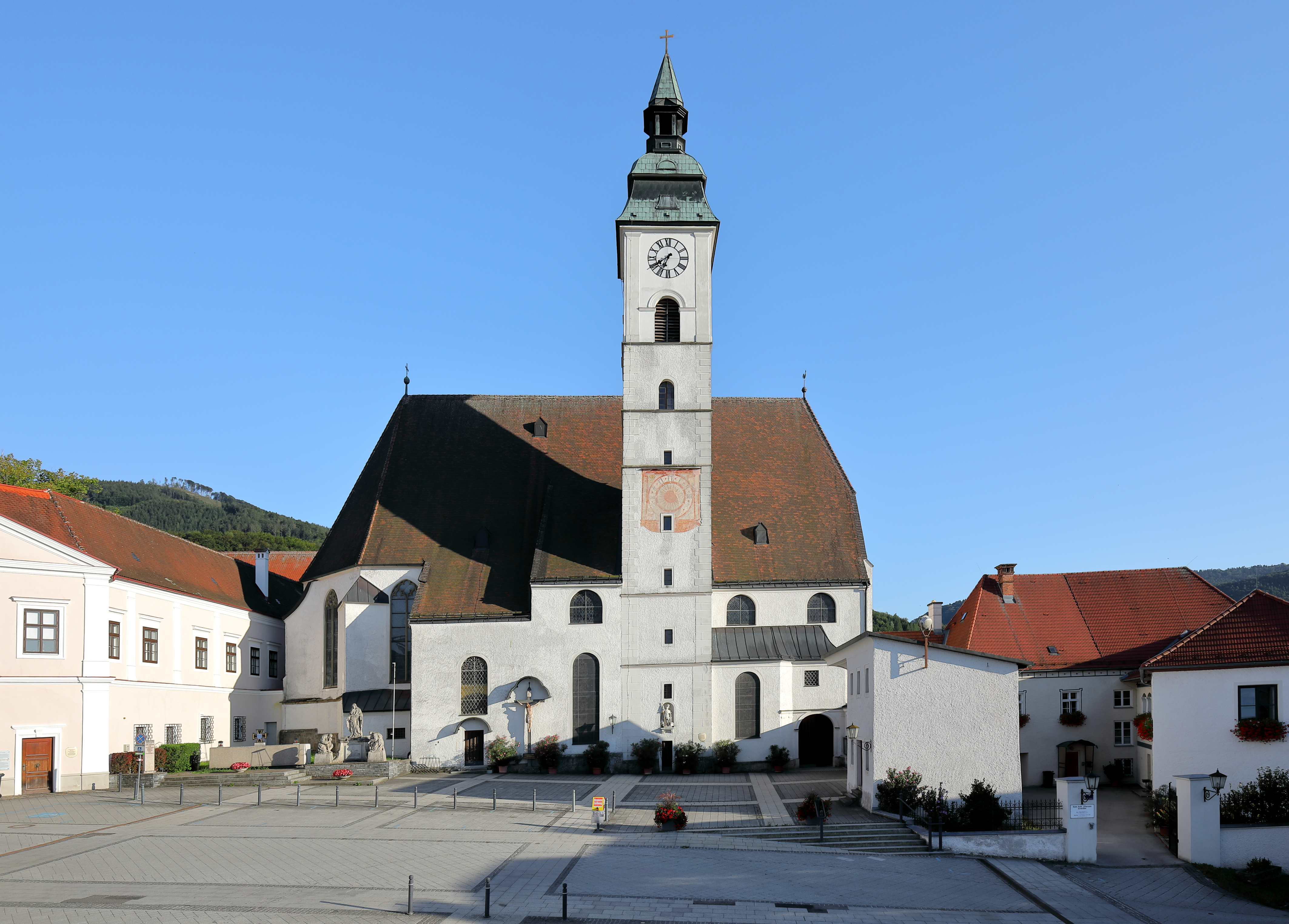
A Mária Magdolna-plébániatemplom

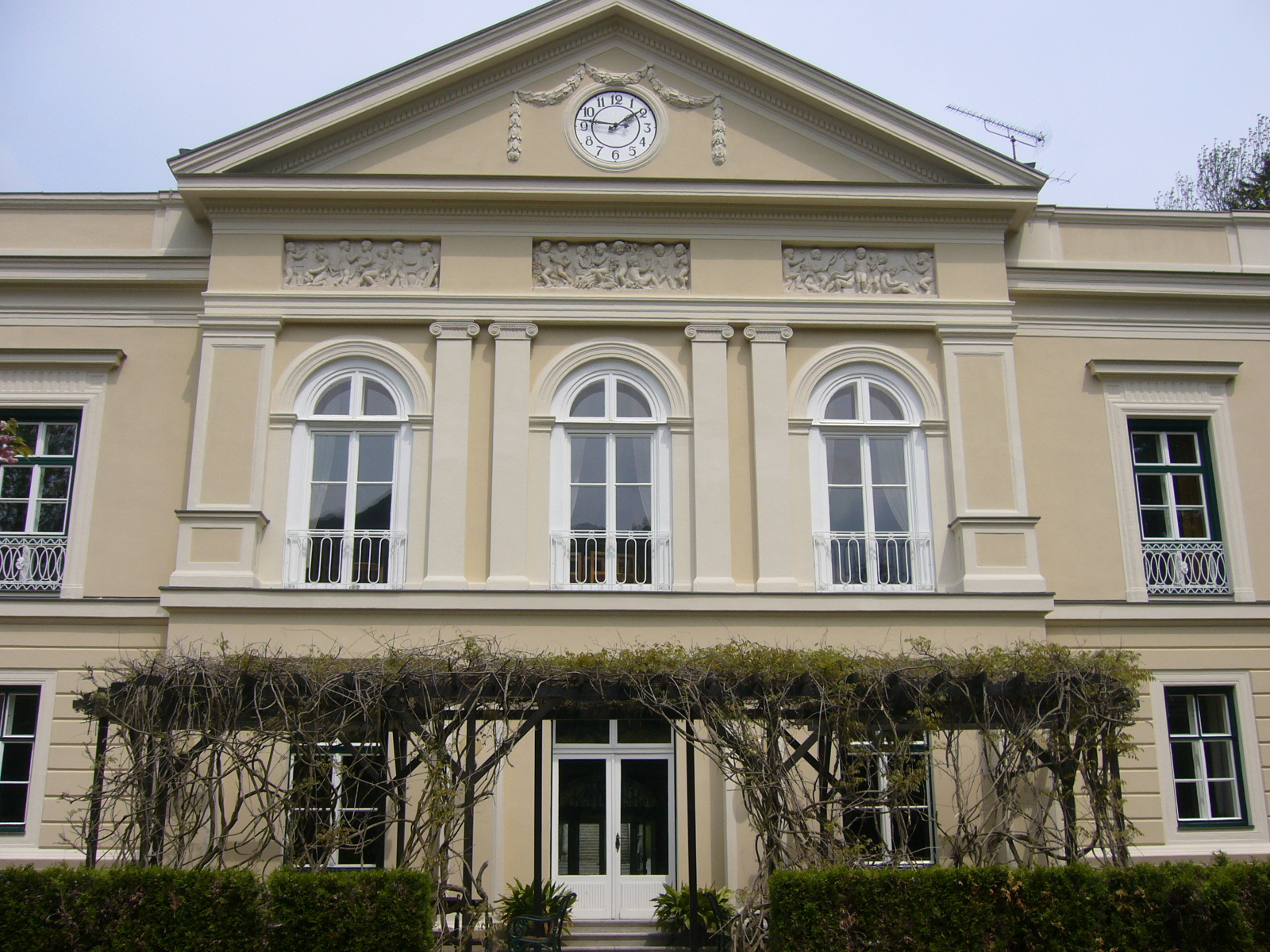
Az Almásy-villa

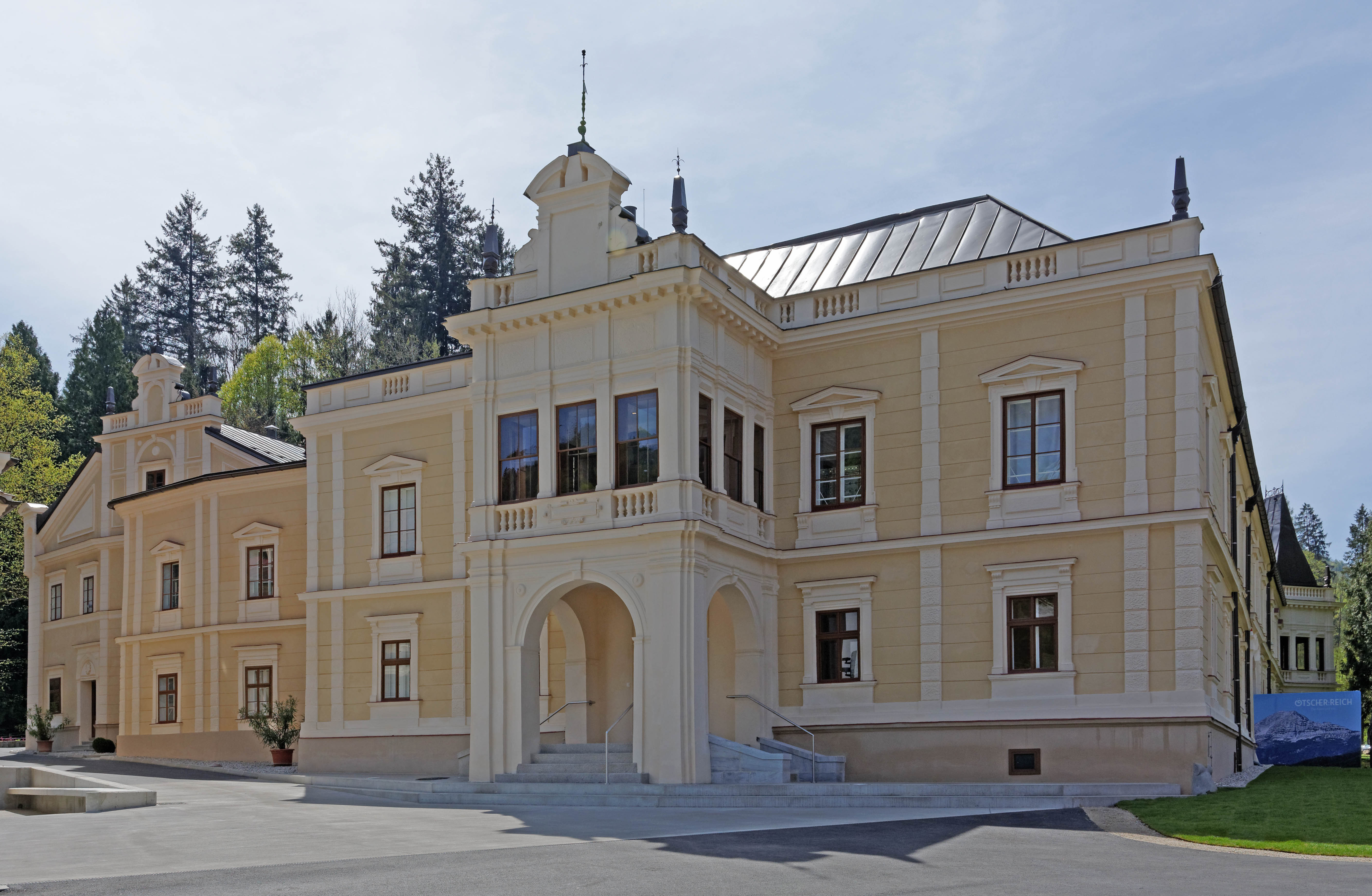
A Töpper-kastély

Scheibbs a tartomány Mostviertel régiójában fekszik, az Eisenwurzen történelmi tájegységben, az Erlauf folyó mentén, az Ybbstali-Alpok és a Türnitzi-Alpok között. Területének 48,7%-a erdő, 43% áll mezőgazdasági művelés alatt. Az önkormányzathoz 2017-ig 14 település és településrész tartozott, azóta azonban valamennyit egyetlen településben egyesítették. Területe hat katasztrális községre oszlik: Brandstatt, Fürteben, Ginning, Neustift bei Scheibbs, Scheibbs és Scheibbsbach.
A környező önkormányzatok: északra Purgstall an der Erlauf, északkeletre Oberndorf an der Melk, keletre Sankt Georgen an der Leys, délkeletre Sankt Anton an der Jeßnitz, délre Gaming, nyugatra Reinsberg.

## Története
Scheibbs területe az újkőkorban is lakott volt. I. e 400 körül kelták települtek meg a régióban, ezt bizonyítja az i. e. 2-3 századból származó ún. "scheibbsi Diana" istenszobrocska, amely ma a bécsi Bécsi Szépművészeti Múzeumban látható. Egy kisebb római településről tanúskodik a 250 körül készült bronz Mercurius-szobor. A népvándorlás végén, a 6. században szlávok, a 11. század elejétől bajorok költöztek a térségbe, amelyek aztán asszimilálták a szlávokat. 
Scheibbs először 1160-ban szerepel az írott forrásokban, egy bizonyos Otto de Schibis nevében, aki a Peilstein grófok csatlósa volt. A Peilsteinek 1120-ban az itteni várba költöztették át uradalmaik központját, Scibis az ispánjuk volt. 1218-ban a grófi nemzetség kihalt, a birtokot a Babenbergek örökölték, majd a többi hercegi tulajdonnal a Habsburgok szerezték meg. 1338-ban Scheibbset, 1349-ben pedig a várat is a gamingi kartauzi kolostornak adományozták. 1352-ben a település mezővárosi jogokat kapott. 1348 és 1732 között 20 alkalommal pusztított pestisjárvány Scheibbsben. 1148-ban a mezőváros nyolc (a szám a század végére 18-ra növekedett) másik alsó-ausztriai településsel kereskedelmi szövetségre lépett, amely a stájerországi vasérc szállítóit és feldolgozóit látta el élelmiszerrel és különböző árucikkekkel. 
Bécs 1529-es ostroma idején a török portyázók Scheibbsig is eljutottak, de a polgárok visszaverték a támadásukat. Bátorságukért I. Ferdinánd 1537-ben címert adományozott a mezővárosnak. A 16. században a stájer vasérc-kereskedelemnek köszönhetően Scheibbs szépen prosperált és az Eisenwürzen régió legnagyobb városává fejlődött. 1544-ben a puskapor egyik korai polgári alkalmazásaként felrobbantották a Gaming és Scheibbs közötti szűk szurdok sziklafalait, jelentősen megnövelve ezzel a szállítási kapacitását.
1595-ben fellázadtak az alsó-ausztriai parasztok. A scheibbsi felkelők a várba szorították be a kolostor apátját, akinek azonban sikerült megszöknie és II. Rudolf császártól kért segítséget. A következő év tavaszán Wenzel Morakschi zu Litschau leverte a felkelést, a vezetőket pedig kivégeztette. 1645-ben egy tűzvész a mezőváros 71 házából 36-ot elpusztított, köztük a templomot, a városházát és az iskolát is. Bécs 1683-as ostromakor egy 200 fős török csapat ismét eljutott Scheibbsig és árulók segítségével éjszaka fel akarták gyújtani a települést; őket azonban felfedezték és azon nyomban kivégezték.   
1782-ben II. József feloszlatta a gamingi kolostort, Scheibbs pedig szekuláris irányítás alá került. 1820-ban Andreas Töpper Scheibbs mellett alapította meg első acélgyárát. Az ő kezdeményezésére épült meg a vasút is az Erlauf völgyében, amely 1877-re készült el. A vasút az iparcikkek elszállítása mellett megnyitotta a környező hegyvidéket a turizmus számára. Az 1848-as forradalmat követően megalakultak az önkormányzatok és Schiebbset ekkor járási központtá emelték. 1866-ban az egész Monarchiában elsőként Scheibbsben vezették be az elektromos közvilágítást. A 19. század végén az eisenwürzeni acélipar lehanyatlott, bár a turizmus fellendülése enyhített a gazdasági helyzet romlásán. A Rotschild-család felvásárolta az olcsó ingatlanokat és ennek következményeként Scheibbs és vidékének politikai közélete dühödt antiszemitizmusáról vált ismertté. Az egyik agitátor, Franz Haiser az 1920-as években jelentős befolyást gyakorolt Himmler és az SS ideológiájára. A náci párt az 1932-es önkormányzati választásokon 27,5%-ot szerzett. Az Anschluss után a járási vezetők többnyire helybeliek voltak, megbízható párttagoknak számítottak. 
A második világháborút követően Scheibbsbach önálló községként kivált Scheibbsből, de röviddel később újraegyesült a mezővárossal. 1975-ben Neustift városrészben nyílt meg Ausztria első buddhista kulturális központja. 

## Lakosság
A scheibbsi önkormányzat területén 2021 januárjában 4130 fő élt. A lakosságszám 1981-ban érte el a csúcspontját 4515 fővel, azóta folyamatos csökkenés tapasztalható. 2020-ban az ittlakók 94,7%-a volt osztrák állampolgár; a külföldiek közül 1% a régi (2004 előtti), 2,1% az új EU-tagállamokból érkezett. 1,1% az egykori Jugoszlávia (Szlovénia és Horvátország nélkül) vagy Törökország, 1,1% egyéb országok polgára volt. 2001-ben a lakosok 89,7%-a római katolikusnak, 2,3% evangélikusnak, 1,8% mohamedánnak, 3,9% pedig felekezeten kívülinek vallotta magát. Ugyanekkor 6 magyar élt a városban; a legnagyobb nemzetiségi csoportot a németek (96,6%) mellett a horvátok alkották 1,1%-kal.  
A népesség változása:

| 2016 | 4 219 |
| 2018 | 4 196 |

## Látnivalók
- a Mária Magdolna-plébániatemplom

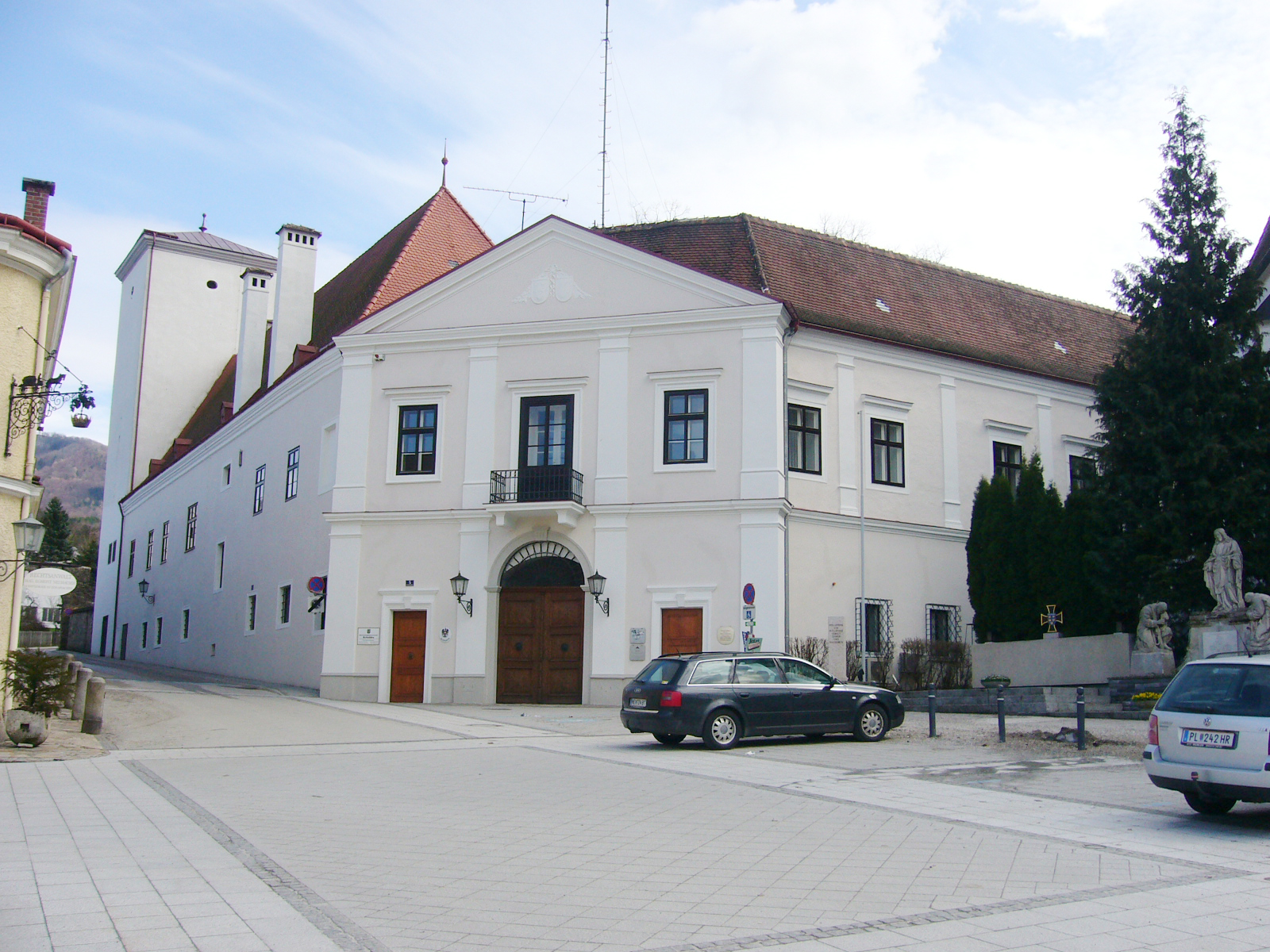
A scheibbsi kastély

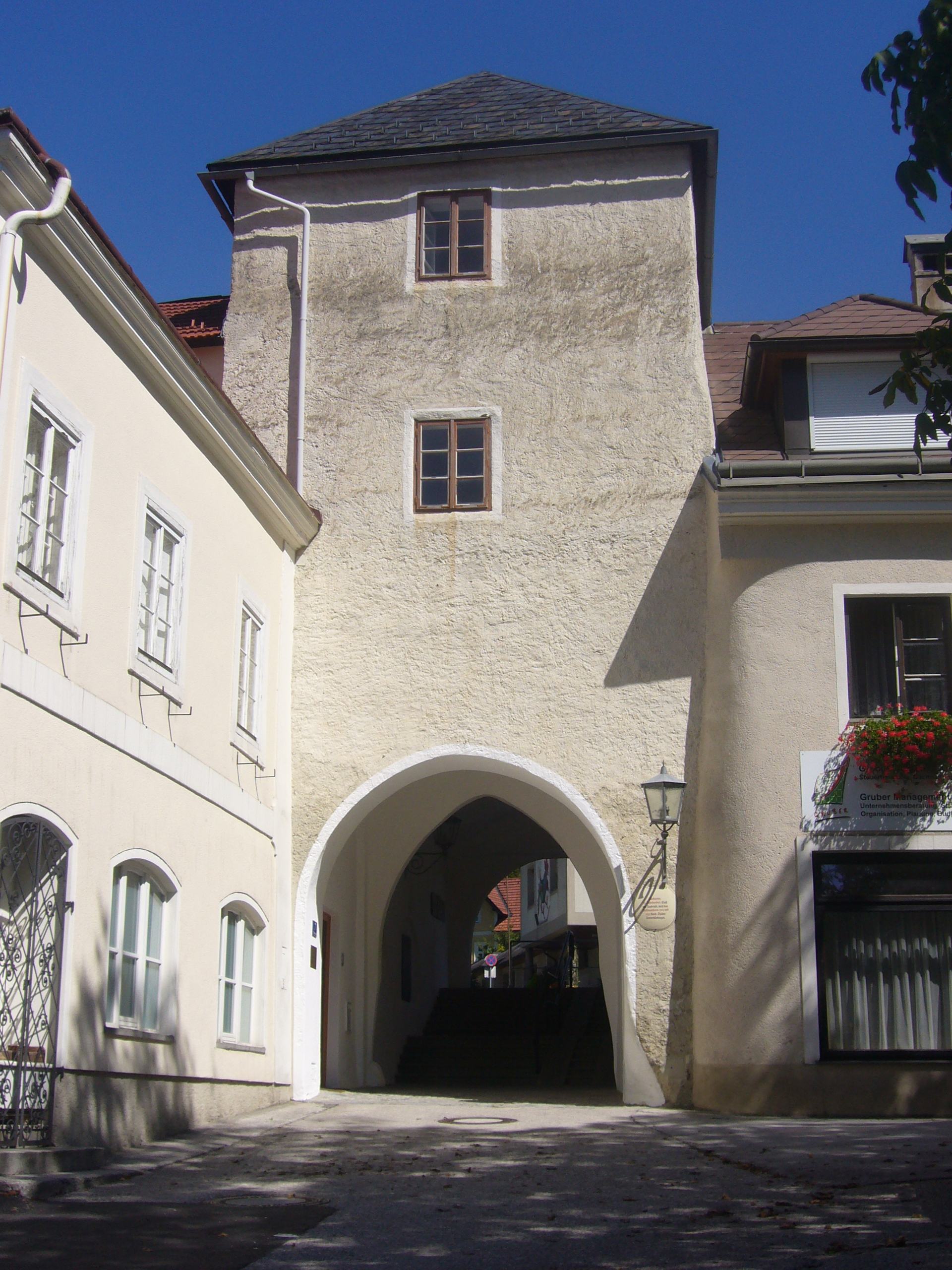
A Flecknertor

- a volt kapucinus kolostor Szt. Borbála-temploma
- a scheibbsi kastély
- a Töpper-kastély
- a lehenhofi Almásy-villa
- a ginselbergi kastély
- az 1554-ben épített ún. római híd
- az óvárosban a régi városkapuk (Flecknertor, Pulverturm, Burgerhoftor), az 1380-ban emelt városfal maradványai, 15-16. századi polgárházak
- a céltáblamúzeum (a scheibbsi polgárság kötelessége volt, hogy gyakorolják magukat a céllövésben)
- a kerámiamúzeum

### Híres scheibbsiek
- Johann Heinrich Schmelzer (1623–1683) zeneszerző, hegedűművész, I. Lipót császár első nem olasz udvari karmestere
- Franz Schuh (1804–1865) orvos
- Hans Willenpart (1927–1979) hegymászó, a Gasherbrum II első megmászója
- Klaudia Tanner (1970-), politikus, védelmi miniszter
- Paul Scharner (1980–) labdarúgó, 40-szeres válogatott
- Kathrin Zettel (1986–) világbajnok, olimpiai ezüstérmes alpesi síző
- Katharina Gallhuber (1997–) olimpiai bronzérmes alpesi síző

## Testvértelepülések
- Rutesheim (Németország)

## Fordítás
- Ez a szócikk részben vagy egészben  a   Scheibbs című német Wikipédia-szócikk ezen változatának fordításán alapul.  Az eredeti cikk szerkesztőit annak laptörténete sorolja fel. Ez a jelzés csupán a megfogalmazás eredetét és a szerzői jogokat jelzi, nem szolgál a cikkben szereplő információk forrásmegjelöléseként.